# Constantin Schmid
Constantin Schmid (Oberaudorf, 27 de noviembre de 1999) es un deportista alemán que compite en salto en esquí.
Participó en los Juegos Olímpicos de Pekín 2022, obteniendo una medalla de bronce en la prueba de trampolín grande por equipo (junto con Stephan Leyhe, Markus Eisenbichler y Karl Geiger).

## Palmarés internacional
| Juegos Olímpicos | Juegos Olímpicos | Juegos Olímpicos  | Juegos Olímpicos |
| Año              | Lugar            | Medalla           | Prueba           |
| ---------------- | ---------------- | ----------------- | ---------------- |
| 2022             | Pekín (China)    | Medalla de bronce | TG por equipo    |